# 195777 Sheepman
195777 Sheepman este un asteroid din centura principală de asteroizi.

## Descriere
195777 Sheepman este un asteroid din centura principală de asteroizi. A fost descoperit pe 12 august 2002 la Observatorul din Cerro Tololo de Eugene Chiang și Marc W. Buie. Asteroidul prezintă o orbită caracterizată de o semiaxă mare de 3,00 ua, o excentricitate de 0,08 și o înclinație de 10,0° în raport cu ecliptica.